# Південна Пруссія

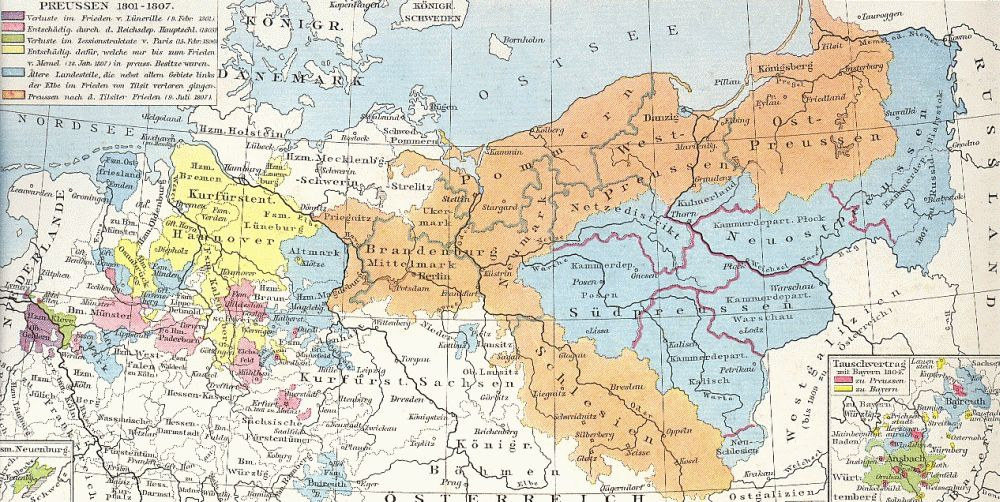
Південна Пруссія (Südpreussen) і департаменти Познань, Каліш, і Варшава, 1801-1807.

Південна Пруссія (нім. Südpreußen; пол. Prusy Południowe) — провінція в королівстві Пруссія в 1793 — 1807 рр., створена з території, анексованої під час Другого розділу Речі Посполитої і містила регіони Великопольщі і Мазовії. Столицею провінції був спочатку  Позен (1793-95 рр.), пізніше — Варшава (1795-1806 рр.). У 1806 році провінція мала населення 1,503,508 осіб.
Південна Пруссія охоплює територію між Прусською Сілезією, району Нетце та річками Вісла і Пилиця. Провінція мала поділ на каммердепартаменти  Posen (Познань), Kalisch (Каліш) та Warschau (Варшава).
Після перемоги Наполеона Бонапарта у війні Четвертої коаліції і польського повстання, територія Південної Пруссії увійшла до складу герцогства Варшавського, французької клієнтської держави, згідно з рішеннями Тільзитського миру від 1807 року. Після Віденського конгресу в 1815 році, її розділили між Великим князівством Познанським і Царством Польським, у складі Російської імперії.